# Minerałni bani
Minerałni bani (bułg. Минерални бани) – wieś w południowej Bułgarii, w obwodzie Chaskowo. Jest centrum administracyjnym gminy Minerałni bani. Według danych Narodowego Instytutu Statystycznego, 31 grudnia 2011 roku wieś liczyła 1114 mieszkańców.
Miejscowość ta znajduje się na północnych stokach Rodopów Wschodnich. W Minerałni bani zostały zachowane pozostałości starożytnej twierdzy.
W miejscowości znajduje się pomnik Angełowa – słynnego przywódcy, broniącego ludność bułgarską.